# Есения (женский футбольный клуб)
Есения — ранее существовавший российский женский футбольный клуб из города Рыбное. 
Основан в марте 2000 года. ЖФК «Есения» входил в состав Рыбновской ДЮСШ. Клуб участвовал только в чемпионатах Первого дивизиона. В 2006 году команда была расформирована.

## Достижения

### Титульные
- 3-е место Первого дивизиона: 2001
- 1/8 финала Кубка России: 2004, 2005, 2006 (снялся)

### Матчевые
- самые крупные победы:
  - в Кубке России над клубом «Катюша» (Москва) 12:0 (2003)
- самые крупные поражения:
  - в Кубке России от клуба «Русь» (Москва) 0:15 (2000)

## Статистика выступлений
без учёта мячей забитых в сериях послематчевых пенальти
с учётом технических результатов

| Сезон | Клуб        | Чемпионат России | Чемпионат России                  | Чемпионат России | Чемпионат России | Чемпионат России | Чемпионат России | Чемпионат России | Чемпионат России | Чемпионат России | Чемпионат России | Чемпионат России | Кубок    | Источники |
| Сезон | Клуб        | Дивизион         | Этап                              | Место            | И                | В                | Н                | П                | МЗ               | МП               | РМ               | О                | Кубок    | Источники |
| ----- | ----------- | ---------------- | --------------------------------- | ---------------- | ---------------- | ---------------- | ---------------- | ---------------- | ---------------- | ---------------- | ---------------- | ---------------- | -------- | --------- |
| 2000  | Есения      | Первый дивизион  | —                                 | 4 из 4           | 12               | 0                | 0                | 12               | 1                | 117              | -116             | 0                | ОТ       | [ 2 ]     |
| 2001  | Есения      | Первый дивизион  | —                                 | 3 из 4           | 12               | 3                | 1                | 8                | 20               | 41               | -21              | 10               | ОТ       | [ 3 ]     |
| 2002  | Есения-СФАТ | Первый дивизион  | Предварительный этап, группа А    | 3 из 4           | 6                | 2                | 1                | 3                | 5                | 10               | -5               | 7                | ОТ       | [ 4 ]     |
| 2002  | Есения-СФАТ | Первый дивизион  | Финальный этап (5-8 места)        | 5 из 8           | 6                | ?                | ?                | ?                | ?                | ?                | ?                | ?                | ОТ       | [ 4 ]     |
| 2002  | Есения-СФАТ | Первый дивизион  | Первый дивизион 2002 (Итог)       | 5 из 8           | 12               | ?                | ?                | ?                | ?                | ?                | ?                | ?                | ОТ       | [ 4 ]     |
| 2003  | Есения-СФАТ | Первый дивизион  | Предварительный этап, зона Восток | 3 из 4           | 6                | 2                | 1                | 3                | 9                | 10               | -1               | 7                | ОТ       | [ 5 ]     |
| 2003  | Есения-СФАТ | Первый дивизион  | Финальный этап                    | 5 из 6           | 10               | 1                | 3                | 6                | 7                | 20               | -13              | 6                | ОТ       | [ 5 ]     |
| 2003  | Есения-СФАТ | Первый дивизион  | Первый дивизион 2003 (Итог)       | 5 из 6           | ?                | ?                | ?                | ?                | ?                | ?                | ?                | ?                | ОТ       | [ 5 ]     |
| 2004  | Есения      | Первый дивизион  | —                                 | 7 из 7           | 12               | 1                | 0                | 11               | 1                | 60               | -59              | 3                | ⅛ финала | [ 6 ]     |
| 2005  | Есения      | Первый дивизион  | —                                 | 7 из 8           | 14               | 2                | 1                | 11               | 11               | 41               | -30              | 7                | ⅛ финала | [ 7 ]     |
| 2006  | Есения      | —                | —                                 | —                | —                | —                | —                | —                | —                | —                | —                | —                | снялся   | [ 8 ]     |

1. ↑  в сезоне 2002 неизвестны результаты 4-х матчей с участием «Есении-СФАТ» на Финальном этапе за 5-8 места
2. ↑  в Первом дивизионе 2003 между участниками Финального этапа учитывались результаты игр Предварительного этапа, но неизвестны результаты 22-х матчей, поэтому статистика по клубу дана согласно итоговой официальной турнирной таблицы
3. ↑  после сезона 2005 «Есения» прекратила существование в межсезонье

### Кубок России
без учёта мячей забитых в сериях послематчевых пенальти
без учёта технических результатов

| Сезон              | Кубок России | Кубок России | Кубок России | Кубок России | Кубок России | Кубок России | Кубок России | Кубок России |
| Сезон              | И            | В            | Н            | П            | МЗ           | МП           | РМ           | Итог         |
| ------------------ | ------------ | ------------ | ------------ | ------------ | ------------ | ------------ | ------------ | ------------ |
| 2000               | 2            | 0            | 0            | 2            | 0            | 19           | -19          | ОТ           |
| 2001               | 2            | 0            | 0            | 2            | 1            | 12           | -11          | ОТ           |
| 2002               | 2            | 1            | 0            | 1            | 5            | 1            | +4           | ОТ           |
| 2003               | 2            | 1            | 0            | 1            | 12           | 3            | +9           | ОТ           |
| 2004               | 1            | 0            | 0            | 1            | 0            | 9            | -9           | ⅛ финала     |
| 2005               | 1            | 0            | 0            | 1            | 0            | 7            | -7           | ⅛ финала     |
| 2006               | —            | —            | —            | —            | —            | —            | —            | ⅛ финала     |
| Итого за 7 сезонов | 10           | 2            | 0            | 8            | 18           | 51           | -33          |              |

1. ↑  снялся

## Знаменитые игроки
- Ольга Петрова
- Елена Седова